# Белнев
Белнев (фр. Belleneuve) насеље је и општина у источном делу централне Француске у региону Бургоња, у департману Златна обала која припада префектури Дижон.
По подацима из 2011. године у општини је живело 1624 становника, а густина насељености је износила 112,23 становника/km². Општина се простире на површини од 14,47 km². Налази се на средњој надморској висини од 204 метара (максималној 256 m, а минималној 192 m).

## Демографија
| 1962. | 1968. | 1975. | 1982. | 1990. | 1999. | 2011. |
| ----- | ----- | ----- | ----- | ----- | ----- | ----- |
| 232   | 243   | 845   | 1.501 | 1.398 | 1.398 | 1.624 |

График промене броја становника у току последњих година